# Tache Caciona
Tache Caciona (n. 24 decembrie 1885, Avdela, Grecia – d. 27 februarie 1971, București) a fost un poet aromân și figură publică însemnată. Aromânii îi spun, de regulă, Tachi Caciona 
. În afara preocupărilor sale literare, numele său oficial era Dumitru Caciona, inginer agronom de elită, gestionând timp de circa două decenii, ca administrator general, afacerile domeniilor Brâncoveanu.

## Biografie
Tache Caciona (alias Dumitru Caciona sau Dimitrie Caciona) s-a născut pe 24 decembrie 1885 la Avdela, un sat macedonean aflat la poalele Pindului, sat numit și Abela, actual aparținând de Grecia. Unul dintre primii biografi ai lui Dumitru Caciona a fost profesorul universitar Tache Papahagi. 
În 1904 a absolvit Liceul român din Bitola, oraș situat în Macedonia sârbească (numit, uneori, și Bitolia sau, în timpul ocupației otomane, Monastir).
Imediat după terminarea liceului, Dumitru Caciona a emigrat in America, stabilindu-se în orașul Nashua, unde s-a ocupat de afaceri imobiliare.
În 1907 vine în România, unde își începe studiile la Școala Superioară de Agricultură ”Herăstrău” din București pe care o termină în 1910, devenind inginer agronom.
În 1925 Dumitru Caciona solicită și obține cetățenia română, renunțând la ”orice protecție străină” la care ar fi avut dreptul.
În 1948 i s-a confiscat de către regimul comunist întreaga avere ce o deținea la Momiceni, în fosta comună Șerbăneștii de Sus, județul Olt, fiind considerat moșier. Mai mult decât atât, el a fost obligat la domiciliu forțat în comuna Răcăciuni, județul Bacău.
Caciona a murit pe 24 februarie 1971 la București, deși el mai avea încă, la acea vreme, domiciliu forțat în comuna Răcăciuni, județul Bacău, așa cum rezultă dintr-o copie a certificatului său de deces anexată în documentarul Dumitru Caciona.

## Activitatea literară
În mod paradoxal sau de-a dreptul genial, Dumitru Caciona (alias Tache Caciona) este considerat a fi un clasic al literaturii aromâne, deși activitatea sa literară se rezumă la doar câteva poezii și la ”cîte ceva răzleț”, publicat din când în când. El a debutat publicistic în anul 1909, pe când era student, în Calendarul Armănescu al revistei Graiu Bun, cu poezia ”De-acasă”. Întreaga sa operă literară a fost scrisă în dialect aromân.
În 1932, pe când Caciona avea 47 de ani, sub îngrijirea lui Tache Papahagi, la Editura Societății ”Apostol Mărgărit”, apare, la București, cartea ”Poeții Z. A. Araia și T. Caciona”. Tot Papahagi s-a ocupat și de transpunerea în limba literară a poeziilor lui Caciona.
În perioada 1910 – 1911, Tache Caciona a condus, împreună cu dr. T. Ceapara, dr. Constantin Sufleri, dr. Iancu Mihail și Ion Foti, ”frumoasa revistă Lilicea Pindului” (Floarea Pindului). În această revistă el a publicat poeziile ”Ah, iară-mi bate ochiul” și ” Di cu noapte”.
Caciona este poetul aromân cel mai apropiat structural de George Coșbuc, în unele din versurile lui percepându-se, totuși, și unele ecouri din poezia lui Octavian Goga. Poeziile lui au un caracter mai mult epic, redând ”sbuciumările poporului său, sentimentul acut național”.
Pe lângă poeziile amintite, Tache Caciona a publicat și povestirea în proză Inima tu platări.
După mărturisirea pe care Dumitru Caciona o făcea, printr-o scrisoare adresată lui Tache Papahagi, în 1922, ”un caet întreg cu manuscrise i-a dispărut în timpul războiului pentru întregirea neamului nostru nord-danubian”. Norocul face, totuși, ca la intervenția scriitorului aromân Dina Cuvata, în anul 2000, să se publice, la Editura Cartea Aromãnã, în SUA, o carte de 102 pagini a lui Caciona cu titlul ”Di-acasă”, carte ce cuprinde și multe din poeziile conținute într-un caiet încredințat poeților Ianachi Zeana și Teja Paris.

## Operă postumă
- Tachi Caciona – Di-Acasã: Puizii shi Prozã, Editura Cartea Aromãnã, SUA, 2000.
- CACIONA, T. - Poezii. În antologia "Un veac de poezie aromână", Editura Cartea Românească, București, 1985.